# Антонина (село)
Антонина (укр. Антоніна) — село в Уманском районе Черкасской области Украины.
Население по переписи 2001 года составляло 246 человек. Почтовый индекс — 19114. Телефонный код — 4746.

## Местный совет
19114, Черкасская обл., Монастырищенский р-н, пгт Цибулев, ул. Ватутина, 21